# Скелани
Скелани (серб. Скелани, босн. и хорв. Skelani) — деревня в Боснии и Герцеговине, в общине Сребреница.
По состоянию на 1991 год в деревне проживало 1123 человека, из них 950 боснийцев (84,59 %) и 160 сербов (14,25 %).
Деревня расположена в 50 км от Сребреницы, дорога к деревне пролегает через труднодоступные горы.
Во время Боснийской войны в мае 1992 года деревня была взята сербскими силами. Деревня была объявлена сербской, несмотря на преимущественно мусульманское население. После взятия деревни из неё было изгнано 550 жителей-мусульман, в основном женщины, старики и дети.
Деревня стала известна после того, как 16 января 1993 года боснийские отряды под командованием Насера Орича учинили здесь резню сербов. В результате погибло 65 жителей Скелани и окрестностей, 165 было ранено и 30 захвачено в плен. Больше всего людей погибло на скеланском мосту, который находился под обстрелом мусульманских подразделений.